# Acanthopsyche tristoides
Acanthopsyche tristoides is een vlinder van de familie van de zakjesdragers (Psychidae). De wetenschappelijke naam van deze soort is voor het eerst voorgesteld door Jean Bourgogne in een publicatie uit 1965.

## Verspreiding
De soort komt voor in Ghana en Nigeria.

## Waardplanten
De rups leeft op Theobroma cacao (Malvaceae).